# Cèfalon
|  | No s'ha de confondre amb Cephalon. |

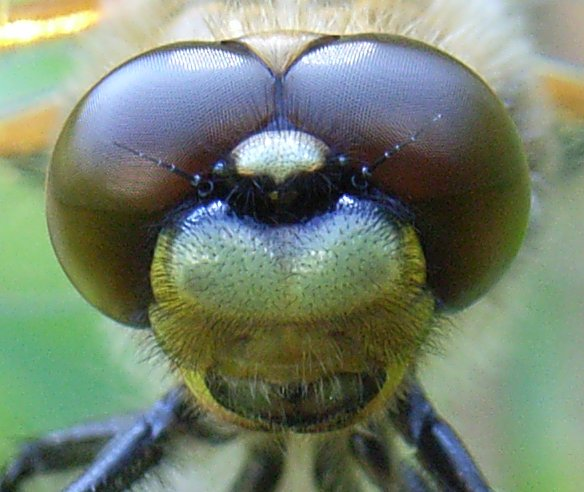
Cap d'insecte (odonat)

El cap o cèfalon és el tagma més anterior del cos dels artròpodes. És el resultat de la fusió dels primers segments o metàmers. El terme cèfalon s'usa preferentment en trilobits i crustacis, mentre que cap s'aplica especialment als miriàpodes i hexàpodes. Els artròpodes són els invertebrats amb un grau més alt de cefalització. En algunes espècies aquest tagma es fusiona amb el tòrax en una estructura anomenada cefalotòrax.

## Característiques
El cèfalon és el resultat de la tagmatització, fenomen pel qual alguns segments o metàmers contigus es diferencien de la resta i en moltes ocasions es fusionen per a formar una estructura més o menys compacta en la qual es perd la segmentació original. El procés de cefalizació condueix a la desaparició de la metameria primitiva i a la modificació dels apèndixs corresponents a cada metàmer, els quals adquireixen funció tàctil (antenes), prènsil (quelícers, pedipalps) o mastegadora (mandíbules, maxil·les). Les esclerites dels diferents metàmers estan també fusionats formant una estructura compacta denominada càpsula cefàlica, que protegeix els elements interns.

## Estructura
El nombre de metàmers que formen el cap dels artròpodes queda evidenciat per l'estructura del cervell i del gangli subesofàgic, que són les masses ganglionars que es troben al cap. Així, pot deduir-se que el cap està format per la fusió completa de sis metàmers més l'acron presegmentari:
- Segment I o metàmer preantenal. Duu els òrgans visuals (ulls simples, ocel·les i/o ulls composts). Correspon al protocervell.
- Segment II o metàmer antenular. Duu el primer parell d'antenes (antènules) (l'únic en miriàpodes i hexàpodes). Correspon al deutocervell; aquest segment està absent als quelicerats, que per això no tenen deutocervell ni antenes.
- Segment III. En crustacis, duu el segon parell d'antenes i per això es denomina metámero antenal; en quelicerats duu els quelícers i es diu metàmer queliceral; en miriàpodes i hexàpodes no duu apèndixs, i es diu metàmer intercalar o metàmer premandibular. Correspon al tritocervell.
- Segments IV. Als mandibulats (crustacis, miriàpodes i hexàpodes) duu les mandíbules; als quelicerats duu els pedipalps.
- Segment V. Als mandibulats duu el primer parell de maxil·les (maxíl·lules); als quelicerats duu el primer parell de potes.
- Segment VI. Als mandibulats duu el segon parell de maxil·les (llavi als hexàpodes); als quelicerats duu el segon parell de potes.

La fusió dels segments IV, V i VI origina el gangli subesofàgic dels mandibulats, que innerva les peces bucals i per això rep el nom de gnatocervell (de gnathos, mandíbula).

## Noves interpretacions
Com pot comprovar-se segons el que s'ha exposat fins ara, els quelicerats no tenen segment II que és el portador de les antenes, i és per això que no en tenen. Els quelícers són els apèndixs del segment III, que serien per tant homòlegs als segon parell d'antenes dels crustacis. Aquesta és la interpretació clàssica que ha predominat entre els zoòlegs durant el segle xx.
Això no obstant, estudis comparats de gens homeobox aporten fortes proves que els quelicerats sí que tenen segment II (i deutocervell) i són en realitat un llinatge amb set segments cefàlics: el segment I duu els ulls, el II els quelícers, el III els pedipalps, i els segments IV a VII duen les potes locomotores; els quelícers apareixen així com a homòlegs de les antenes dels mandibulats. Per tant, el prosoma dels quelicerats seria en realitat el cap i no la fusió de cap i tòrax, com s'havia suposat fins ara; l'opistosoma seria homòleg del tòrax dels mandibulats i no de l'abdomen.
A la següent taula s'indica, de manera comparada, la segmentació del cap i la localització dels seus apèndixs en crustacis, miriàpodes, insectes i quelicerats (segons la interpretació clàssica i segons les noves dades procedents de l'expressió dels gens homeobox); els apèndixs d'una mateixa línia són homòlegs:
| Segment | Crustacis                  | Miriàpodes i insectes      | Quelicerats (clàssica) | Quelicerats (nova)     |
| ------- | -------------------------- | -------------------------- | ---------------------- | ---------------------- |
| I       | Ulls                       | Ulls                       | Ulls                   | Ulls                   |
| II      | Primer parell d'antenes    | Antenes                    | atrofiat               | Quelícers              |
| III     | Segon parell d'antenes     | sense apèndixs             | Quelícers              | Pedipalps              |
| IV      | Mandíbules                 | Mandíbules                 | Pedipalps              | Primer parell de potes |
| V       | Primer parell de maxil·les | Primer parell de maxil·les | Primer parell de potes | Segon parell de potes  |
| VI      | Segon parell de maxil·les  | Segon parell de maxil·les  | Segon parell de potes  | Tercer parell de potes |
| VII     |                            |                            |                        | Quart parell de potes  |